# 都城市山之口運動公園
都城市山之口運動公園（みやこのじょうし やまのくちうんどうこうえん）は、宮崎県都城市にある都市公園（運動公園）。

## 概要
元々は都城市と合併前の北諸県郡山之口町が整備した運動公園で、体育館、陸上競技場（クレートラック）、野球場などがあり、合併後は都城市有の運動公園として管理が行われてきたが、2026年に宮崎県での開催が内定していた国民体育大会（現・国民スポーツ大会）の会場選考にあたり、メインとなる陸上競技場を1979年開催の第34回国民体育大会夏季・秋季大会の主会場だった宮崎県総合運動公園陸上競技場（宮崎市、1974年完成）の改築等ではなく、新たに山之口運動公園の全面再整備により対応させることになり、2018年（平成30年）から事業着手、2020年（令和2年）から体育館を除く各施設を解体し再整備が行われたものである。再整備に当たっては、新陸上競技場（主競技場）と投てき練習場を宮崎県が事業主体となって整備し、それ以外の施設（補助競技場、多目的広場、駐車場）を都城市が整備するスキームで行われた。実施設計は宮崎県が発注し、佐藤総合計画・益田設計事務所JVが担当した。
2025年4月12日に整備が完了し、オープニングイベントが行われた。総事業費は約257億円。

## 主な施設

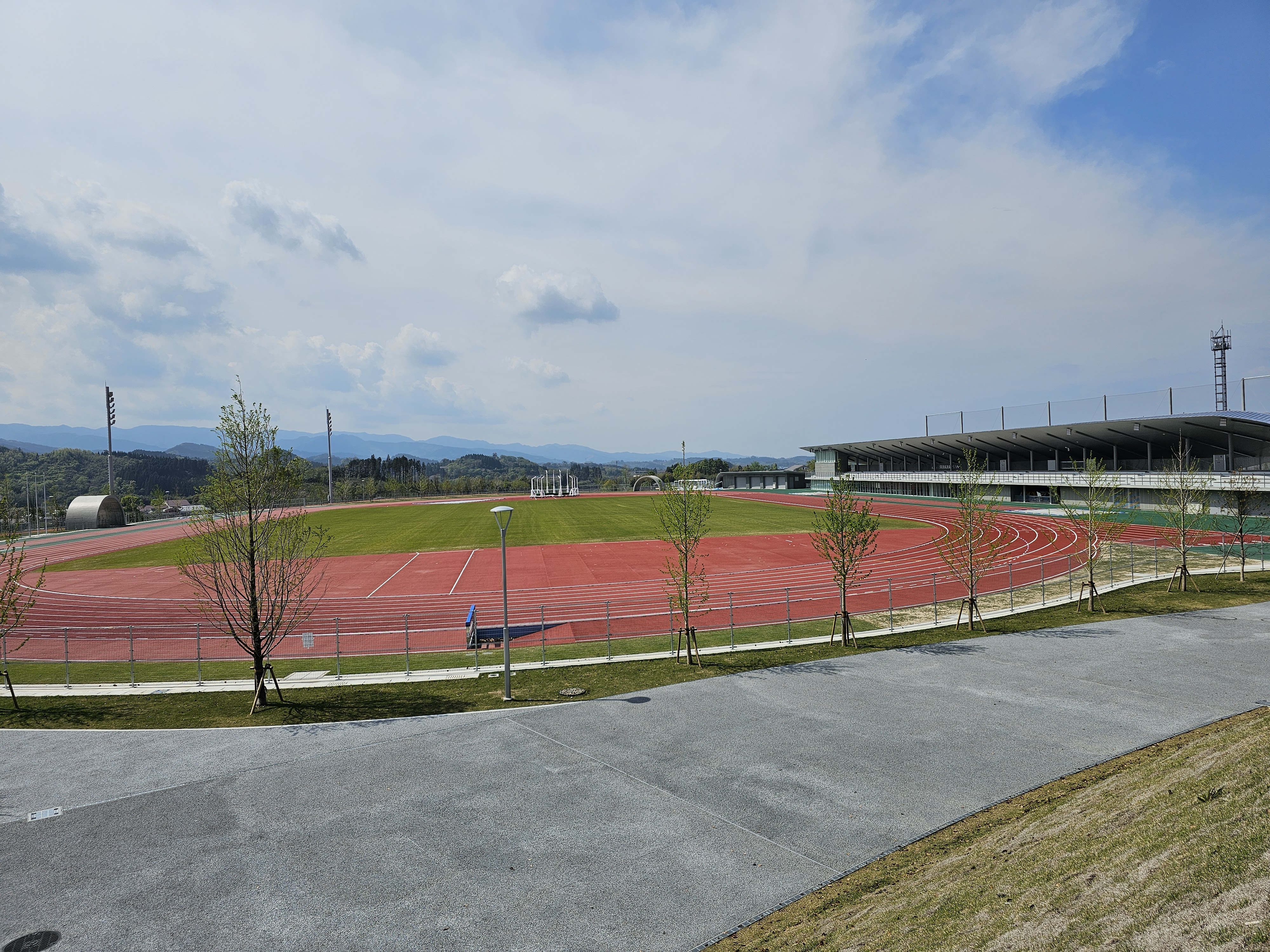
補助競技場（アカキリフィールド）

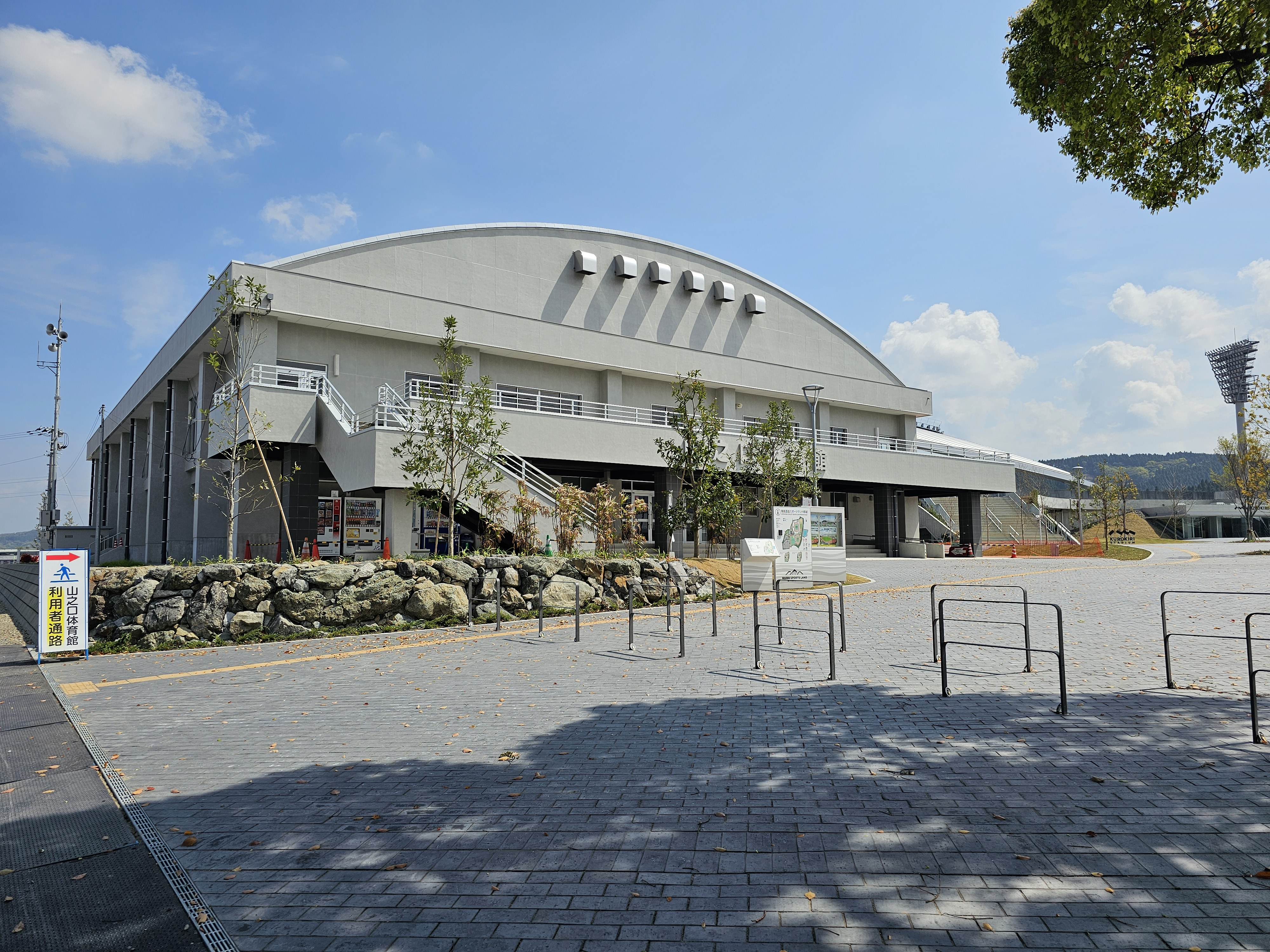
山之口体育館

宮崎県山之口陸上競技場（主競技場）
宮崎県が整備し所管する日本陸連第一種公認陸上競技場。
宮崎県山之口投てき練習場
宮崎県が整備し所管する、陸上の投擲競技（砲丸投・ハンマー投・やり投など）の練習施設。
主競技場の東隣（バックスタンド裏）に位置する。
山之口運動公園陸上競技場
都城市が整備し所管する日本陸連第三種公認陸上競技場。トラック（400ｍ×8レーン）とフィールドを備える。
主競技場の補助競技場としても機能する。
多目的広場
サッカーコート1面が確保可能な天然芝グラウンドで、野球での利用にも対応する。
体育館
再整備前から唯一残る施設で、バレーボールコート2面、バドミントンコート（ミニバレーボールコート）6面などを確保可能。

## 命名権
宮崎県山之口陸上競技場及び都城市山之口運動公園が共同でネーミングライツ・スポンサー企業を募集したところ、都城市に本社及び工場を置く酒造メーカーの霧島酒造が命名権を取得。都城市山之口運動公園については「霧島酒造スポーツランド都城」の名称とし、主競技場（宮崎県施設）は同社の本格芋焼酎「黒霧島」にちなんで「KUROKIRI STADIUM」（クロキリスタジアム）、補助競技場（都城市施設）は同じく「赤霧島」にちなんで「AKAKIRI FIELD」（アカキリフィールド）の名称とした。契約期間は2025年（令和7年）4月からの5年間で、ネーミングライツ料は年額1,000万円（宮崎県と都城市が各500万円ずつ）。

### 注記
1. ↑  コロナ禍の影響などもあり、2027年に「日本のひなた宮崎国スポ」として開催予定。